# Віра-Елен
Віра-Еллен (народилася Віра-Еллен Рое; 16 лютого 1921 — 30 серпня 1981) — американська танцівниця та актриса. Вона запам'яталася своїми сольними виступами, а також роботою з партнерами Фредом Астером, Джином Келлі, Денні Кей і Дональдом О'Коннором. Найбільш відома своїми головними ролями у фільмах «Звільнення у місто» (1949) з Джином Келлі та «Світле Різдво» (1954) з Денні Кей.

## Раннє життя
Віра-Еллен Рое народилася в Норвуді, штат Огайо, у сім'ї Мартіна Ф. Рое, торговця піаніно, та Альми К. Вестмаєр. Обидва походили від німецьких іммігрантів. Мама мріяла, що у неї буде дівчинка Віра-Елен, включно з дефісом.
Вона почала танцювати в 10 років. Доріс Дей була однією з її однокурсниць з танцювальної студії Hessler Studio of Dancing. У віці 13 років вона стала переможницею на Major Bowes Amateur Hour і почала професійну кар'єру.

## Кар'єра

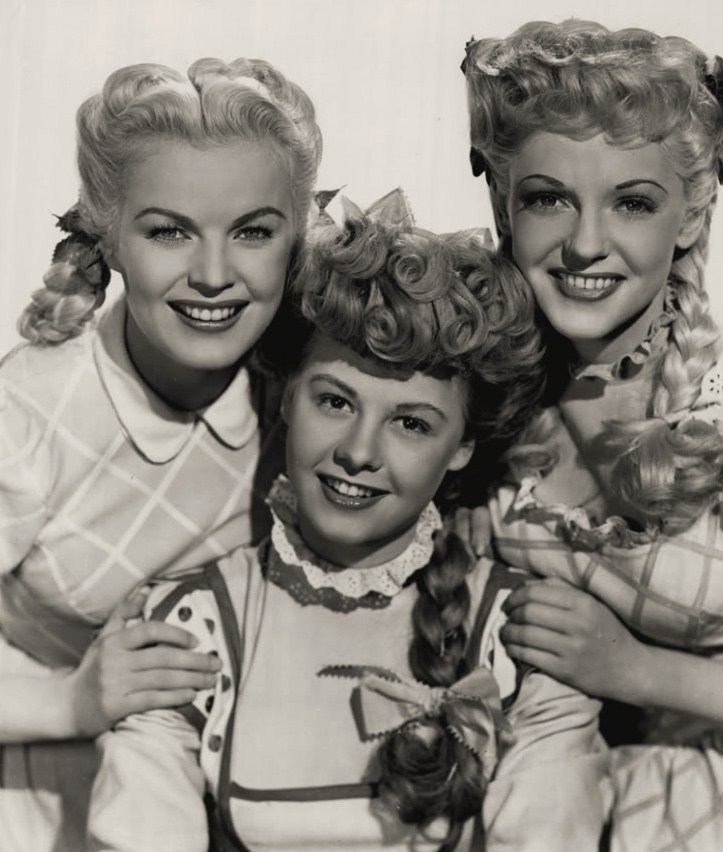
Зліва направо: Джун Гавер, Віра-Еллен і Вівіан Блейн у фільмі «Три маленькі дівчинки в блакитному» (1946)

### етап
У 1939 році вона дебютувала на Бродвеї в мюзиклі Джерома Керна / Оскара Гаммерштейна «Дуже тепло для травня». Вона стала однією з наймолодших Rockettes у Radio City Music Hall. Це призвело до ролей на Бродвеї у фільмах «Панама Хетті», «Юпітер» і «Янкі з Коннектикуту», де її помітив Семюель Голдвін, який поставив їй роль протилежних Денні Кей і Вірджинії Мейо у фільмі «Диволюдина» 1945 року.

### Дубляжі
Починаючи з 1945 року з «Диволюдина», її першого фільму, її спів дублювали. Проте оригінальний акторський альбом Decca Broadway відродження пісні A Connecticut Yankee 1943 року містить два вокали Віри-Еллен, «I Feel at Home with You» і «You Always Love the Same Girl», обидві дуети з Честером Стратоном.

### Фільми
Вона танцювала з Джином Келлі в голлівудських мюзиклах «Слова і музика» та «Звільнення у місто», а також з'явилася в останньому фільмі братів Маркс « »Щаслива любов". Вона отримала найкращі оцінки разом із Фредом Астером у мюзиклах «Три маленькі слова» та «Красуня Нью-Йорка». Вона зіграла одну з головних ролей з Дональдом О'Коннором в автомобілі Етель Мерман. Вона також зіграла головну роль у музичній комедії 1951 року «Happy Go Lovely» разом з Девідом Нівеном і Сезаром Ромеро. Передостанньою роллю Віри-Еллен у кіно став блокбастер 1954 року «Біле Різдво», в якому знялися Бінг Кросбі, Денні Кей і Розмарі Клуні . Вона знялася лише в одному фільмі, британському виробництві 1957 року «Будьмо щасливими».

### Телебачення
Віра-Еллен була одним з постійних гостей американських естрадних програм у середині-кінці 1950-х років. Її останні виступи відбулися 22 листопада 1958 року в телевізійному епізоді «Шоу Перрі Комо» і 14 лютого 1959 року в ефірі «Шоу Діни Шор». Після цього Віра-Еллен припинила виступи.

## Особисте життя
Згідно з висловлюваннями голлівудського історика Брайана Кроніна, він називає зовнішність Віри-Еллен «неймовірно худою», що призвело до поширення чуток про її можливі проблеми з харчуванням під час її кар'єри. Існують постійні слухи, що під час знімань «Білого Різдва» її шию завжди прикривали через зморшки, які могли бути викликані анорексією. Однак наявні фотографії та відео з того періоду демонструють, що її шия виглядала звичайно і без ушкоджень. Її давній друг Білл Деннінгтон, який знав її протягом останніх 20 років життя, спростував ці історії про її шию та висловив своє обурення тим, що люди пам'ятають її як «танцівницю з анорексією», а не як видатну танцівницю, якою вона дійсно була.
Її племінниця за чоловіком, Ілеана Ротшильд, народилася у 1967 році, згадала про свою тітку: «Вона завжди продовжувала ходити на танці та уважно стежила за своєю фігурою». Вона також активно займалася плаванням і використовувала цей вид спорту для відновлення після невеликого інсульту в останні роки свого життя. Ротшильд запевнила, що у її тітки не було проблем з харчуванням.
Віра-Елен двічі увійшла у шлюб. Її першим чоловіком був танцівник Роберт Хайтауер, з яким вона прожила у шлюбі з лютого 1941 року до листопада 1946 року. Другим її супутником життя став нафтовий магнат Віктор Ротшильд, з яким вона прожила разом з 1954 по 1966 рік, після чого вони розійшлися. Вона народила доньку Вікторію Еллен у шлюбі з Ротшильдом, але трагічно втратила її у віці трьох місяців від раптової дитячої смерті у 1963 році. Трагедія змусила її відсторонитися від суспільного життя. 

## Смерть
Віра-Еллен померла в лікарні округу Лос-Анджелес 30 серпня 1981 року від раку яєчників в віці 60 років.

## Фільмографія
| Рік      | Назва                           | роль            | Примітки                                                      |
| -------- | ------------------------------- | --------------- | ------------------------------------------------------------- |
| 1945     | Чудо-людина                     | Мідж Маллон     | Співочий голос, озвучений Джун Хаттон                         |
| 1946     | Малюк з Брукліна                | Сьюзі Салліван  | Співочий голос озвучений Сюзанною Еллерс                      |
| 1946     | Три маленькі дівчинки в синьому | Мирські грамоти | Співочий голос озвучений Керол Стюарт                         |
| 1947     | Карнавал в Коста-Ріці           | Луїза Моліна    | Співочий голос, озвучений Пет Фрайдей                         |
| 1948     | Слова і музика                  | Себе            |                                                               |
| 1949     | Щаслива любов                   | Меггі Філліпс   |                                                               |
| 1949     | Звільнення у місто              | Айві Сміт       |                                                               |
| 1950     | Три маленькі слова              | Джессі Браун    | Співочий голос озвучений Анітою Елліс                         |
| 1951     | Happy Go Lovely                 | Джанет Джонс    | Співочий голос озвучений Євою Босвелл                         |
| 1952     | Красуня Нью-Йорка               | Анжела Бонфілс  | Співочий голос озвучений Анітою Елліс                         |
| 1953     | Називайте мене мадам            | Княгиня Марія   | Співочий голос озвучений Керол Річардс                        |
| 1953     | Велика Ліга                     | Крісті          |                                                               |
| 1954     | Світле Різдво                   | Джуді Хейнс     | Співочий голос, озвучений Труді Стівенс                       |
| 1957 рік | Будьмо щасливими                | Джінні Маклін   | Співочий голос озвучений Джоан Смолл (фінальна роль у фільмі) |

## Сценічна робота
- Дуже тепло для травня (1939)
- Все вище і вище (1940)
- Панама Хетті (1940)
- Юпітер (1942)
- Янкі з Коннектикуту (1943)

## Виступи на радіо
| Рік  | Програма             | Епізод           | Прим.  |
| ---- | -------------------- | ---------------- | ------ |
| 1953 | Зірки над Голлівудом | Поспішне відступ | [ 14 ] |

## Подальше читання
- Одерман, Стюарт, Розмова з піаністом 2: зірки, письменники та лідери оркестрів пам'ятають. BearManor Media, 2009.ISBN 1-59393-320-7ISBN
- Сорен, Девід, Віра-Еллен: магія і таємниця . Luminary Press, Балтімор, 2003.ISBN 1-88766-448-3ISBN 1-88766-448-3.